# Benna guttata
Benna guttata är en insektsart som beskrevs av Walker 1870. Benna guttata ingår i släktet Benna och familjen kilstritar. Inga underarter finns listade i Catalogue of Life.